# Jaumave
Jaumave es una población del estado mexicano de Tamaulipas, ubicada en el suroeste del estado y es cabecera del municipio del mismo nombre.

## Historia
La referencia más antigua a Jaumave es de 1607 cuando fray Juan Bautista de Mollinedo recorrió la región. En una carta al rey en 1616, fray Juan Bautista de Mollinedo menciona que en Jaumave vivía el capitán Pedro García Lumbreras. El 23 de julio de 1617, fray Juan Bautista de Mollinedo fundó la misión de San Juan Bautista de Jaumave quedando al frente fray Francisco de Santa Cruz. En 1680, fray Pedro de los Ángeles decidió que la misión de Jaumave fuera abandonada debido a las hostilidades de los janambres.
En 1714, el capitán de Tula, Antonio Fernández de Acuña, invitó a Antonio Ramos a establecerse en Jaumave, junto con un grupo de indios y mestizos. Debido a los robos de las cosechas por los indígenas del valle, regresaron a Tula poco tiempo después. En 1725, Francisco Buitrón estableció la misión de Santa Rosa del Jaumave, sin embargo, esta misión fue abandonada cuatro años después. 
En 1743 se fundó San Lorenzo de Jaumave con ocho familias de españoles provenientes de Nuevo León y encabezadas por Antonio de los Ríos Carrillo. Esta nueva fundación estaba distante una legua de la antigua misión de San Juan Bautista de Jaumave. El 19 de mayo de 1744, durante la visita de José de Escandón, se fundó definitivamente la Villa de Jaumave.
En 1905 se tenía registro de 18 haciendas en Jaumave, tales como San Pedro, Calabazas, La Maroma, Los Ébanos, y otras más. Aproximadamente 1,400 trabajadores se ocupaban en el ixtle y 1,200 en otros cultivos. El ixtle de Jaumave era considerado el de mejor calidad. Diariamente se enviaban varias toneladas de ixtle a Tampico con destino a Europa.
Durante la Revolución mexicana, Alberto Carrera Torres, al mando de 150 hombres, ocupó la Villa de Jaumave el 7 de mayo de 1913. En diciembre de 1914, tropas al mando del coronel Lastra se apoderaron de Jaumave.